# Площадь Революции (Вологда)
Пло́щадь Револю́ции — центральная площадь Вологды. Расположена между площадью Возрождения, Советским проспектом, Лермонтова и Пушкинской. Через последнюю соприкасается с детским парком им. Пушкина.

## Описание
Северо-восточную часть площади занимает Комсомольский сквер, в центре которого находится мемориал «Вечный огонь». В центре юго-западной части находится памятник героям гражданской войны — белый каменный обелиск, именуемый в народе из-за своей формы «зубом». Он установлен на площади в 1977 году. Городская легенда гласит, что первоначально памятник планировалось подарить на 60-ю годовщину революции одному из подмосковных городов, однако представителям тамошнего горкома партии он не понравился, и тогда первый секретарь Вологодского Обкома КПСС Анатолий Дрыгин распорядился установить памятник в областном центре.

## История
В 1654 году на площади построен деревянный Всеградский Обыденный храм во имя Спаса Всемилостивого, позже перестроенный в каменный. Разрушен в 1972 году, на его месте сейчас установлен памятный крест, возведённый на деньги предпринимателя Валерия Сикорского. В начале XVII века на площади была построена деревянная церковь Николая Чудотворца. Позже, с 1713 по 1777 год, на том же месте была возведена каменная церковь. Снесена постановлением горисполкома от 2 августа 1927 года. В конце XVII века (возможно — во второй половине XVIII века) на площади были построена церковь Афанасия Александрийского. Церковь разрушена в 1924 году, на её месте сейчас находится памятник героям гражданской войны.
16 октября 1918 года Александровская, Сенная и Спасская площади были объединены в площадь Революции. В январе 1942 года на площади был выставлен обгоревший самолёт с надписью: «Пикирующий бомбардировщик „Юнкерс-88“. Сбит политруком А. Н. Годовиковым в районе станции N Северной железной дороги». В 1954 году по проекту архитектора М. П. Амчиславской был разбит сквер с партерной зеленью.
9 мая 1975 года на площади открыт мемориал «Вечный огонь».

## Галерея

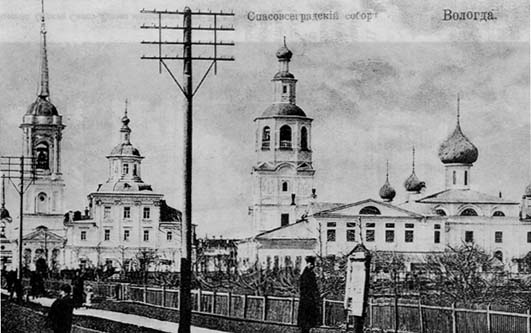
Вид на Спасскую площадь (1900-е годы)
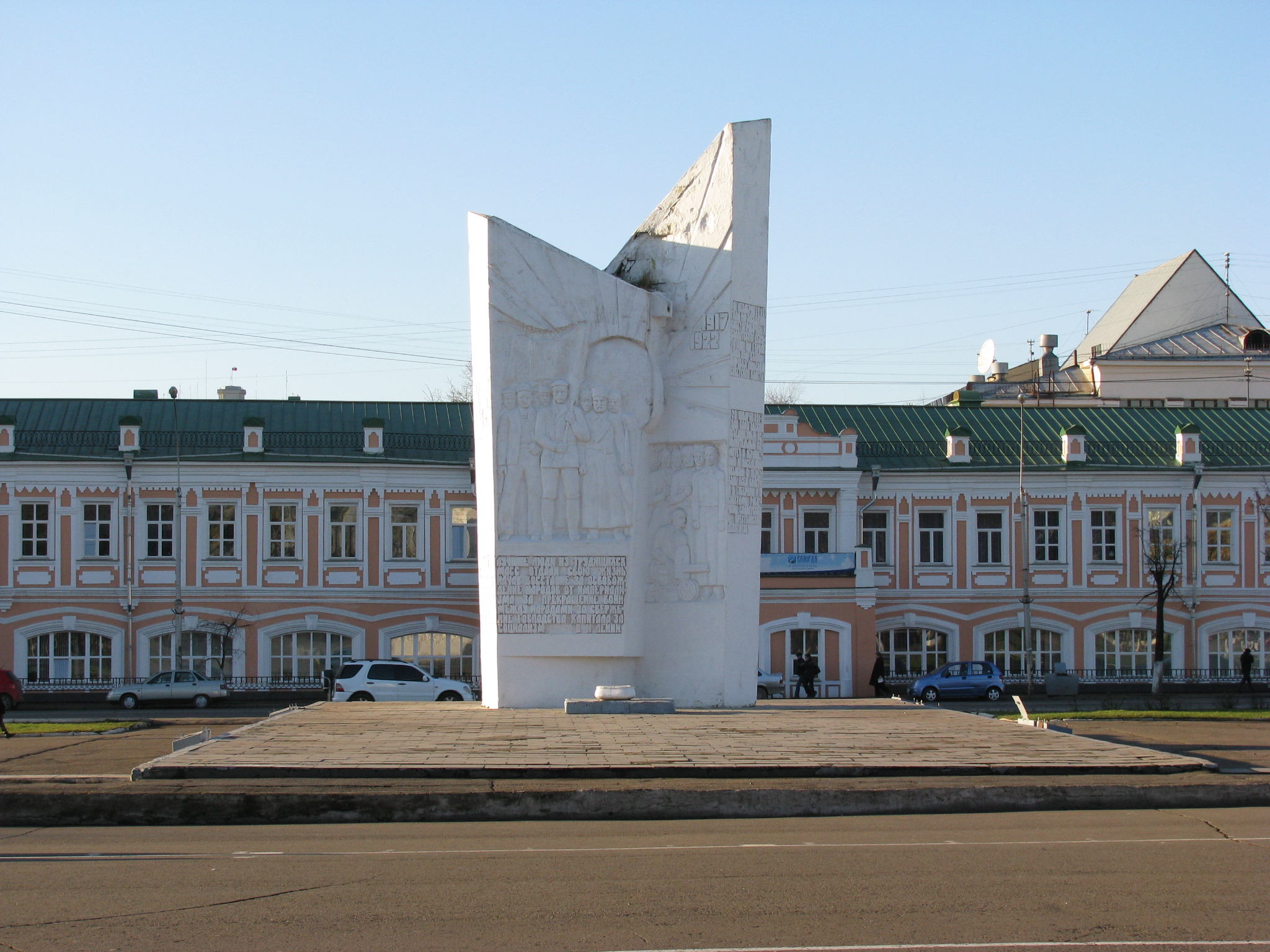
Памятник героям гражданской войны («зуб»)
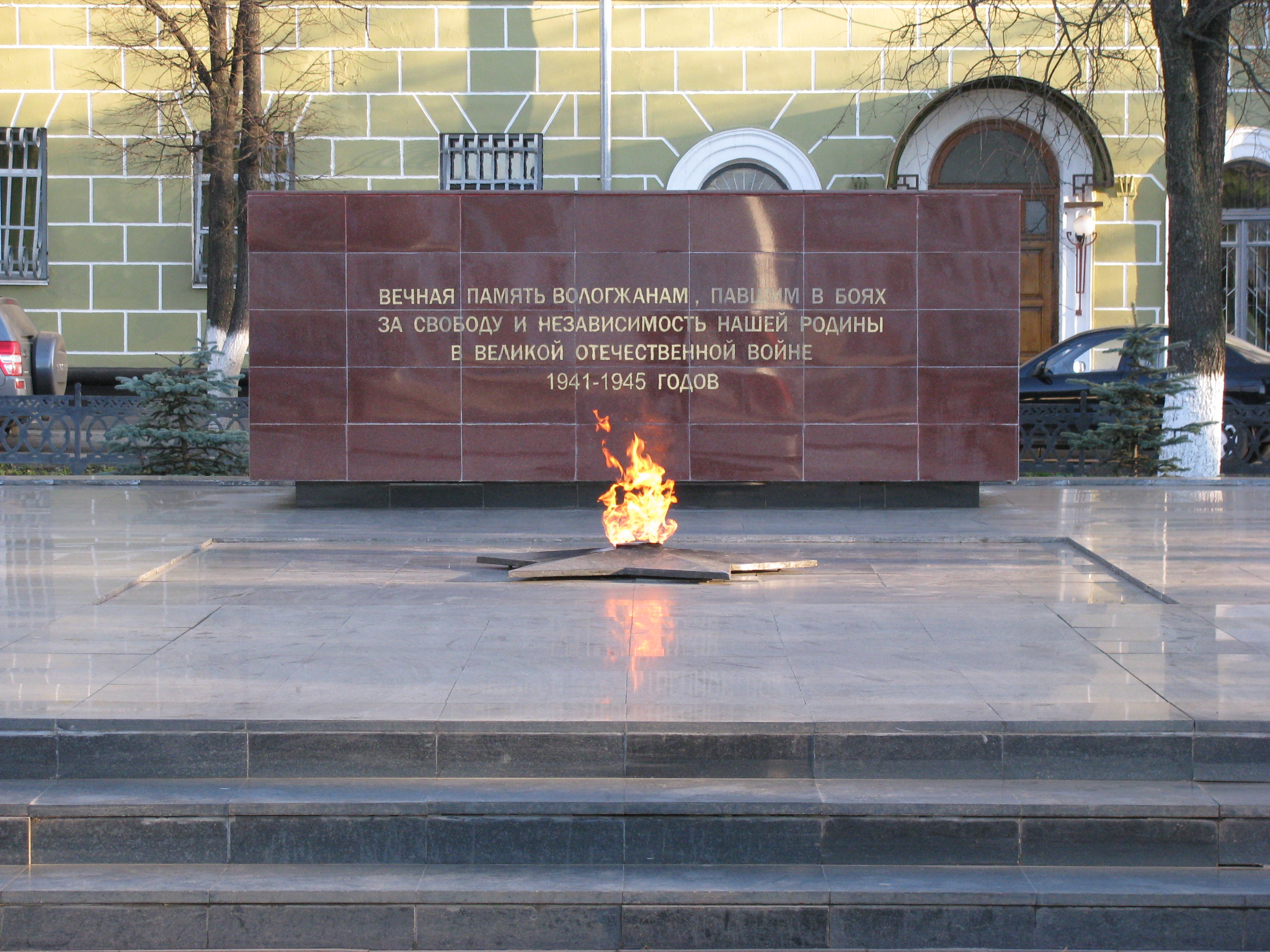
Вечный огонь
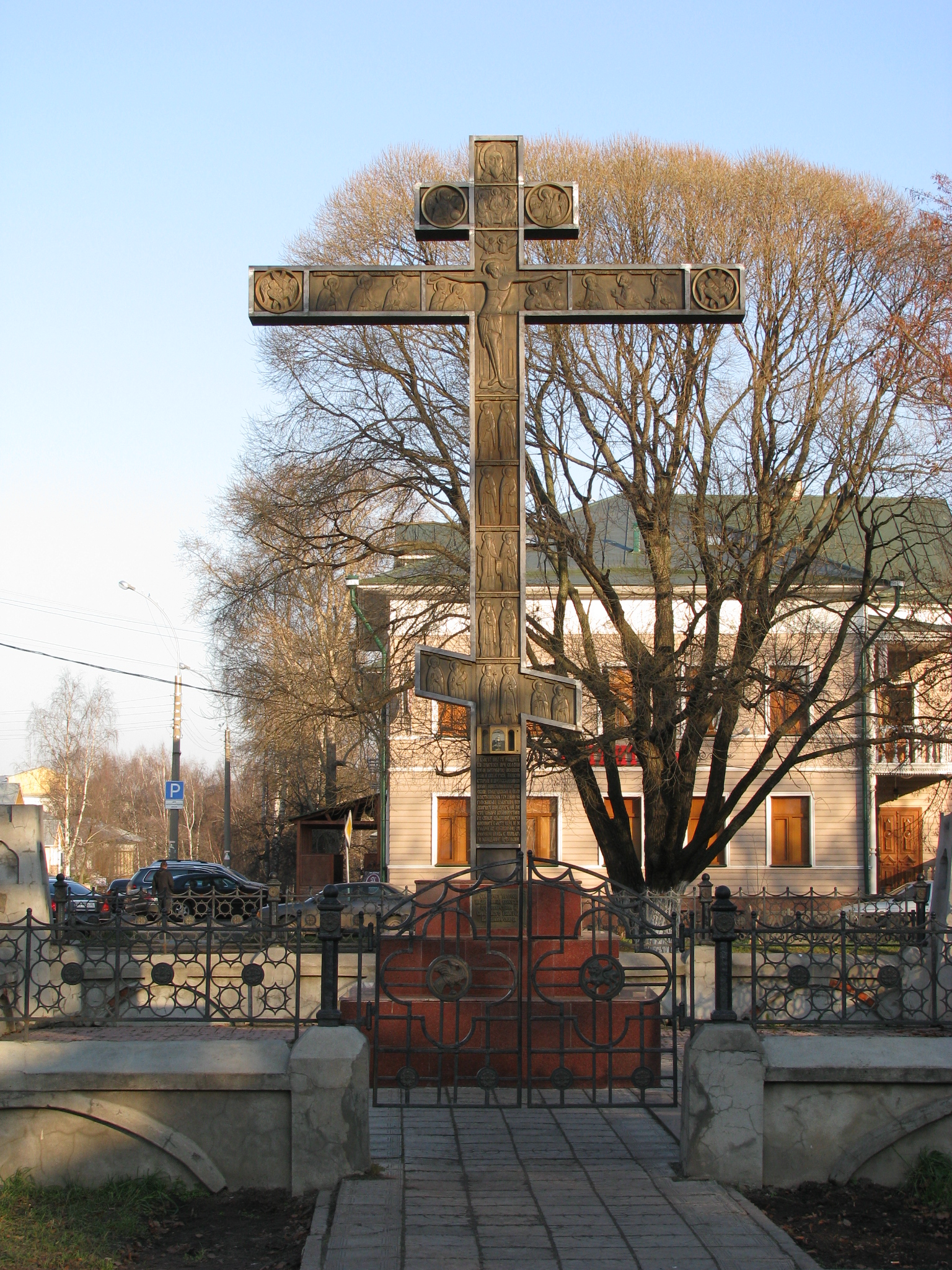
Крест на месте Всеградского Обыденного собора